# Ложнопесчаная акула
Ложнопесчаная акула (лат. Pseudocarcharias kamoharai) — единственный вид одноимённого рода, принадлежащего семейству ложнопесчаных акул отряда ламнообразных. Встречается во многих тропических и тёплых умеренных водах в мезопелагической зоне от поверхности воды до глубины 590 м. Совершает суточные вертикальные миграции, днём оставаясь на глубине свыше 200 м, а ночью поднимаясь на мелководье. Средний размер составляет 1 м. Это самый маленький из существующих ныне вид отряда ламнообразных. У ложнопесчаных акул тело имеет характерную сигарообразную форму, глаза очень крупные, плавники сравнительно малы.
Это активный хищник, который охотится на пелагических костистых рыб, креветок и кальмаров. У ложнопесчаных акул довольно крупная, богатая жиром печень, которая позволяет им поддерживать нейтральную плавучесть в толще воды. Размер и строение глаз дают основание предположить, что они ведут ночной образ жизни. Эти акулы размножаются бесплацентарным живорождением с оофагией, в помёте, как правило, до 4 детёнышей. Не опасны для человека. Не являются объектом целевого промысла. Регулярно попадаются в качестве прилова. Иногда эти акулы повреждают глубоководные оптоволоконные кабели.

## Таксономия и филогенез
Впервые вид научно описан как Carcharias kamoharai в 1936 году ихтиологом Киомацу Мацубарой на основании образца длиной 73,5 см, найденного на рыбном рынке в Японии. Английское название этого вида англ. crocodile shark происходит от японского названия «мидзувани» (яп. 水鰐, дословно переводится как «водяной крокодил»). Голотип представляет собой взрослого самца длиной 1 м, обнаруженного на рыбном рынке в Суао, Тайвань. Вид назван в честь ихтиолога Тошиджи Камохары из университета Коти, который предоставил материал для исследования.
Вид периодически относили то к роду песчаных акул, то к роду тигровых песчаных акул, пока в 1973 году Леонард Компаньо не возродил подрод ложнопесчаных акул Pseudocarcharias, описанный в 1963 году Жаном Кадена́, и поместил его в одноимённое семейство. Морфология ложнопесчаных акул даёт основание предположить родство с пелагическими большеротыми, гигантскими, лисьими и сельдевыми акулами. Недавние филогенетические анализы на основании митохондриальной ДНК показали, что ложнопесчаные акулы скорее близкородственны либо с пелагическими большеротыми, либо с песчаными акулами. Анализ зубов напротив показал, что наиболее близкородственны лисьи, а затем сельдевые акулы. Окаменевшие зубы ложнопесчаных акул, найденные в Италии, принадлежат к эпохе миоцена.

## Ареал и среда обитания
Ложнопесчаные акулы имеют широкий ареал и обитают в тропических и умеренных водах. В Атлантическом океане они встречаются у берегов Бразилии, Кабо-Верде, Гвинеи-Бисау, Гвинеи, Анголы, ЮАР и острова Святой Елены. В северо-западной части Атлантики они не попадаются. В Индийском океане их можно встретить в Мозамбикском проливе, в течении Игольного мыса и Бенгальском заливе. В западной части Тихого океана ложнопесчаные акулы распространены у берегов Японии, Тайваня и Корейского полуострова, Индонезии, Австралии и Новой Зеландии, а на востоке у западного побережья Северной и Южной Америки от Нижней Калифорнии до Чили, включая Маршалловы острова, острова Феникс, атоллы Пальмира, Джонстон, Маркизские острова, острова Лайн иГавайи.
Ложнопесчаные акулы обитают между 37° с. ш. и 44° ю. ш. при средней температуре поверхностных вод 20 °С. Они встречаются в определённых местах и, вероятно, не совершают миграций. Их можно встретить в пелагических водах от поверхности до глубины 590 м.

## Описание
У ложнопесчаных акул веретенообразное удлинённое тело с короткой головой и выпуклым, заострённым рылом. Глаза очень крупные, третье веко отсутствует. 5 пар длинных жаберных щелей простираются на дорсальную поверхность тела. Рот большой и изогнутый. Передние зубы имеют форму шипов, боковые — «кинжаловидные». На обеих челюстях имеются по 30 зубных рядов.
Грудные плавники маленькие, широкие и закруглённые. Брюшные плавники примерно одного с ними размера. Первый спинной плавник маленький, длинный и треугольный, крупнее второго спинного плавника. Анальный плавник меньше второго спинного плавника. Хвостовой плавник асимметричен, верхняя лопасть длиннее нижней. Хвостовой стебель немного сдавлен, на нём расположены небольшие латеральные кили. Плакоидные чешуйки небольшого размера, покрыты удлинёнными гребнями, оканчивающимися заострениями. Окраска коричневого цвета, брюхо более светлого оттенка, иногда бока и брюхо покрыты тёмными пятнами и/или имеется белое пятно между углами рта и жаберными щелями. Плавники имеют полупрозрачную или белую окантовку. Максимальная зарегистрированная длина составляет 1,22 м. Средняя длина около 1 м, а масса 4—6 кг.

## Биология
Ложнопесчаные акулы с их удлинённым телом, маленькими плавниками и печенью, богатой скваленом и прочими липидами низкой плотности конвергентно сходны с мезопелагическими катранообразными, например, с бразильской светящейся акулой. Печень может составлять до 1/5 от общего веса тела. Она функционирует как несжимаемый поплавок и позволяет акулам поддерживать нейтральную плавучесть в водной толще, прикладывая минимум усилий. Подобно прочим обитателям мезопелагической зоны ложнопесчаные акулы совершают суточные вертикальные миграции, ночью поднимаясь к поверхности, чтобы поохотиться, а днём опускаясь на глубину. Как правило, днём их редко можно встретить на глубине менее 200 м.
Крупные глаза с зелёной или жёлтой светоотражающей сетчаткой без расширяющейся радужки, вероятно, приспособлены к ночному образу жизни. Ложнопесчаные акулы могут увидеть силуэт добычи или её биолюминесцирующие элементы. У них хорошо развита мускулатура, будучи пойманными они яростно сопротивляются. Вероятно, они являются активными хищниками. Однажды у побережья Кейп-Пойнт, ЮАР, ложнопесчаная акула в погоне за наживкой выпрыгнула из воды. Рацион этих акул состоит из костистых рыб, таких как миктофы и гоностомовые, кальмаров (Onychoteuthidae, Mastigoteuthidae и Pholidoteuthis) и креветок.
Ложнопесчаные акулы размножаются яйцеживорождением с оофагией. В помёте до 4 детёнышей, по 2 из каждого яйцевода. Точная продолжительность беременности неизвестна. Эмбрионы питаются желтком, который находится в желточном мешке длиной 3—4 см. После опустошения желточного мешка они начинают поедать неоплодотворённые яйца, которые в большом количество вырабатывает организм матери. Яйца в количество от 2 до 9 заключены в тонкостенную капсулу. Желудок эмбриона сильно растягивается, наполняясь желтком, и может составлять до 1/4 от общего веса зародыша. Неизвестно, каким образом двум эмбрионам удаётся разделять один яйцевод; у прочих ламнообразных в каждом яйцеводе развивается по одному зародышу. Длина новорождённых составляет около 40 см. Самцы достигают половой зрелости при длине 74—110 см, а самки — 89—102 см. Размножение не имеет сезонности.

## Взаимодействие с человеком
Из-за небольшого размера ложнопесчаные акулы не представляют опасности для человека, кроме того, они не встречаются у берега. Однако, будучи пойманными, они могут сильно покусать человека, и с ними надо обращаться осторожно. В качестве прилова ложнопесчаные акулы попадаются на крючки пелагических ярусов, расставленных на тунцов и рыбу-меч. Чаще всего их ловят в Индийском океане у берегов Японии при добыче желтопёрого тунца и у побережья Австралии при промысле меч-рыбы. Кроме того, они попадаются на джиг-головки для кальмаров и в жаберные сети. Как правило, пойманных рыб из-за небольшого размера и невкусного мяса выбрасывают за борт. Однако жир печени представляет некоторую ценность. Из-за потенциального снижения численности популяции и медленного цикла размножения Международный союз охраны природы присвоил этому виду статус сохранности «Близкий к уязвимому положению».
После того, как в сентябре 1985 года AT&T установила первый глубоководный оптоволоконный кабель между Гран-Канария и Тенерифе, Канарские острова, в системе произошла серия коротких замыканий, потребовавших дорогостоящего ремонта. Причиной большинства сбоев были атаки ложнопесчаных акул, которых, вероятно, привлекло электрическое поле вокруг кабелей. Проблему решили, обернув кабели стальной лентой под плотной полиэтиленовой оболочкой.